# Chiesa cattolica in Bielorussia

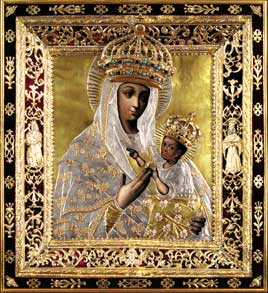
Icona della Madonna di Budslaŭ, patrona della Bielorussia.

La Chiesa cattolica in Bielorussia fa parte della Chiesa cattolica, in comunione con il vescovo di Roma, il papa. I cattolici del Paese sono sia di rito romano o latino sia di rito bizantino-slavo o greco-cattolico.
Il patrono della Bielorussia è san Michele arcangelo, come è confermato dal breve Universae Bielorussiae di papa Giovanni Paolo II dell'11 giugno 1996.

## Storia
La prima diocesi di rito latino fu eretta in Bielorussia a Turaŭ fra il 1008 e il 1013.
Il cattolicesimo era tradizionalmente la religione della nobiltà bielorussa (la szlachta) e della maggior parte della popolazione della Bielorussia occidentale.
Attualmente conta circa 1,7 milioni di fedeli nel paese corrispondenti al 17% della popolazione totale.

## Organizzazione territoriale
La Chiesa cattolica di rito romano è presente nel Paese con una sede metropolitana e tre diocesi suffraganee:
- Arcidiocesi di Minsk-Mahilëŭ che ha come suffraganee:
  - Diocesi di Hrodna
  - Diocesi di Pinsk
  - Diocesi di Vicebsk

I fedeli della Chiesa greco-cattolica bielorussa, di rito bizantino-slavo, fanno riferimento all'amministrazione apostolica della Bielorussia.

## Nunziatura apostolica

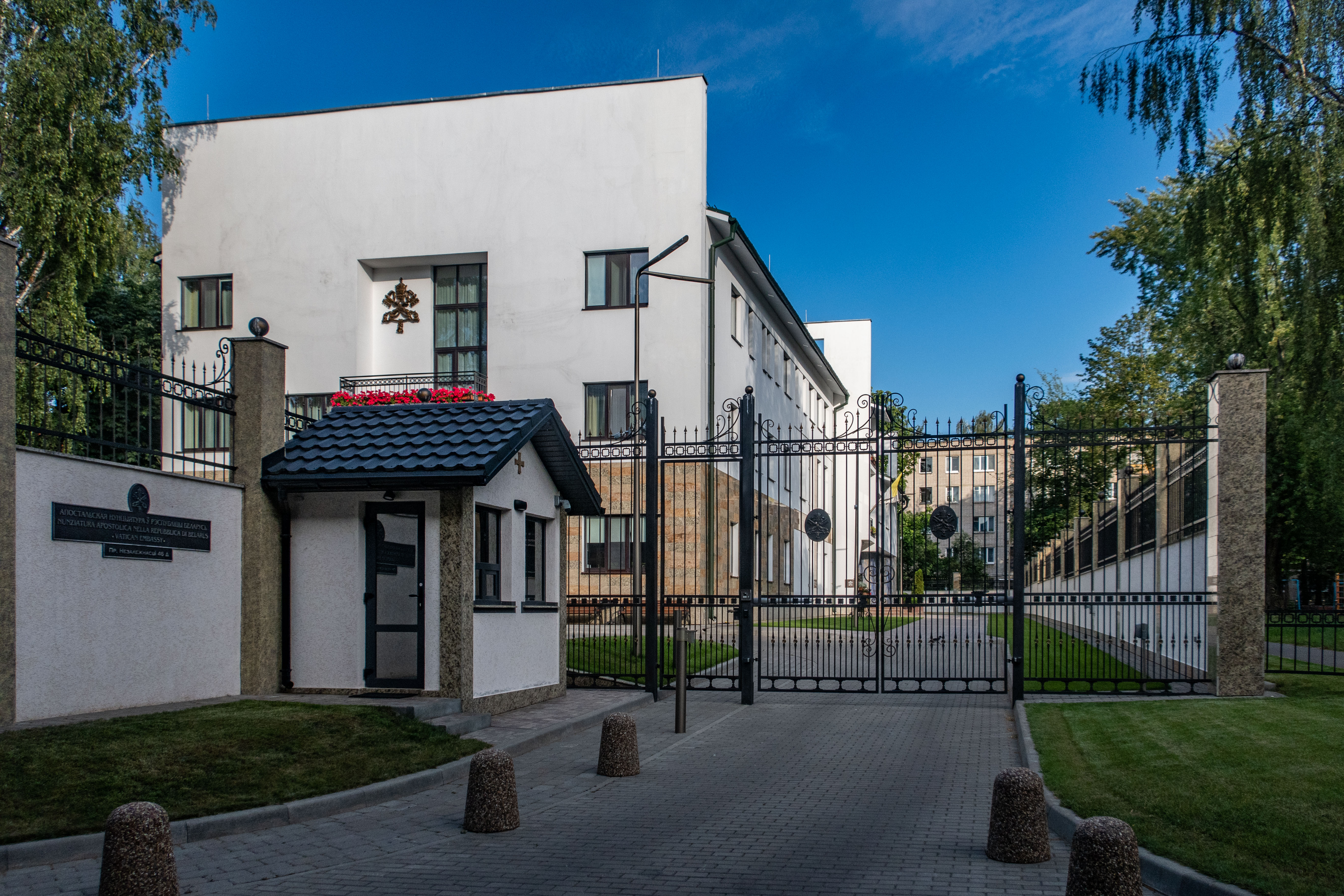
La sede della nunziatura apostolica.

La nunziatura apostolica in Bielorussia fu eretta l'11 novembre 1992 con il breve apostolico Quantam tandem di papa Giovanni Paolo II dando seguito all'Accordo tra la Santa Sede e la Repubblica di Bielorussia circa le relazioni diplomatiche tra le due Alte Parti, firmato in quella stessa data a Minsk in conformità alla Convenzione di Vienna sulle relazioni diplomatiche del 18 aprile 1961. Lo stesso accordo prevede l'erezione di nunziatura apostolica in Bielorussia da parte della Santa Sede, retta da nunzio apostolico, e l'erezione di ambasciata della Repubblica di Bielorussia presso la Santa Sede da parte della stessa Repubblica di Bielorussia, retta da ambasciatore straordinario e plenipotenziario.

### Nunzi apostolici
- Gabriel Montalvo Higuera † (17 aprile 1993 - 1994 dimesso)
- Agostino Marchetto (18 maggio 1994 - 1996 nominato osservatore permanente della Santa Sede presso l'Organizzazione delle Nazioni Unite per l'alimentazione e l'agricoltura)
- Dominik Hrušovský (15 aprile 1996 - 28 luglio 2001 ritirato)
- Ivan Jurkovič (28 luglio 2001 - 22 aprile 2004 nominato nunzio apostolico in Ucraina)
- Martin Vidović (15 settembre 2004 - 15 luglio 2011 dimesso)
- Claudio Gugerotti (15 luglio 2011 - 13 novembre 2015 nominato nunzio apostolico in Ucraina)
- Gábor Pintér (13 maggio 2016 - 12 novembre 2019 nominato nunzio apostolico in Honduras)
- Ante Jozić (21 maggio 2020 - 28 giugno 2024 nominato nunzio apostolico in Georgia e Armenia)
- Ignazio Ceffalia, dal 25 marzo 2025

## Conferenza episcopale
La conferenza dei vescovi cattolici di Bielorussia (in latino: Conferentia Episcoporum Catholicorum Bielorussiae; in bielorusso: Канферэнцыя Каталіцкіх Біскупаў Беларусі) è stata istituita nel 1999. Mentre il decreto di erezione e della ricognizione degli Statuti da parte della Congregazione per i Vescovi reca la data del 25 gennaio di quello stesso anno. L'assemblea costituente fu celebrata l'11 febbraio successivo presso la Sede della Nunziatura Apostolica a Minsk.
Il primo presidente della Conferenza episcopale fu il cardinale Kazimierz Świątek. Il 14 giugno 2006 gli succedette Aleksander Kaszkiewicz, vescovo di Hrodna.
La Conferenza episcopale comprende le seguenti istituzioni: l'assemblea plenaria, il consiglio permanente e la segreteria generale. Comprende inoltre un certo numero di consigli e commissioni che riguardano i vari aspetti della vita ecclesiale del Paese (fede, liturgia, pastorale, famiglia, ecumenismo, laici, opere caritative, mezzi di comunicazione sociale, ecc.).
Elenco dei presidenti della Conferenza dei vescovi cattolici della Bielorussia:
- Cardinale Kazimierz Świątek (11 febbraio 1999 - 14 giugno 2006)
- Vescovo Aleksander Kaszkiewicz (14 giugno 2006 - 3 giugno 2015)
- Arcivescovo Tadeusz Kondrusiewicz (3 giugno 2015 - 14 aprile 2021)
- Vescovo Aleh Butkevič, dal 14 aprile 2021

Elenco dei vicepresidenti della Conferenza dei vescovi cattolici della Bielorussia:
- Arcivescovo Tadeusz Kondrusiewicz (14 giugno 2006 - 3 giugno 2015)
- Vescovo Aleh Butkevič (3 giugno 2015 - 14 aprile 2021)
- Vescovo Aleksander Kaszkiewicz, dal 14 aprile 2021

Elenco dei segretari generali della Conferenza dei vescovi cattolici della Bielorussia:
- Vescovo Antoni Dziemianko (14 giugno 2006 - 3 giugno 2015)
- Arcivescovo Iosif Staneŭski, dal 3 giugno 2015